# 欧比尼 (德塞夫勒省)
欧比尼（法語：Aubigny，法語發音：[obiɲi] ⓘ）是法国德塞夫勒省的一个市镇，属于帕尔特奈区。

## 地理
欧比尼（46°44'27"N, 0°7'11"W）面积11.98 平方千米，位于法国新阿基坦大区德塞夫勒省，该省份为法国西部内陆省份，北起曼恩-卢瓦尔省，西接旺代省，南至夏朗德省和滨海夏朗德省，东临维埃纳省。
与欧比尼接壤的市镇（或旧市镇、城区）包括：古尔热、卢穆瓦、奥鲁、普雷西尼、圣卢-拉迈雷、泰讷宰。

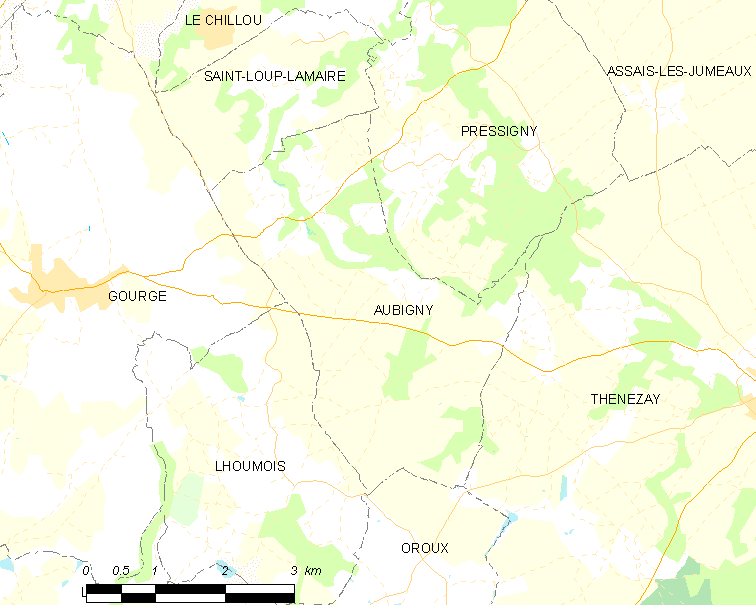
的OSM定位图

欧比尼的时区为UTC+01:00、UTC+02:00（夏令时）。

## 行政
欧比尼的邮政编码为79390，INSEE市镇编码为79019。

## 政治
欧比尼所属的省级选区为拉加蒂讷县。

## 人口

1962-2008年间人口变化图示

欧比尼于2022年1月1日时的人口数量为169人。